# A Skeletal Domain
Az A Skeletal Domain az amerikai death metal együttes Cannibal Corpse tizenharmadik nagylemeze. Az album 2014. szeptember 16-án jelent meg a Metal Blade Records kiadó által, a felvételeket 2014 februárja és májusa között vették fel az Audiohammer Studios-ban és Mark Lewis producerelte.
A "Sadistic Embodiment" című dal hivatalosan a Metal Blade Records kiadó YouTube csatornáján jelent meg 2014. július 1-jén. A "The Murderer's Pact" szeptember 8-tól volt hallható, a Loudwire.com által.
A "Kill or Become" videóklipje 2014. szeptember 24-én jelent meg.

## Számlista
| 1.    | High Velocity Impact Spatter | Mazurkiewicz | O'Brien               | 4:06 |
| 2.    | Sadistic Embodiment          | Mazurkiewicz | O'Brien               | 3:17 |
| 3.    | Kill or Become               | Barrett      | Barrett               | 3:50 |
| 4.    | A Skeletal Domain            | Mazurkiewicz | O'Brien               | 3:38 |
| 5.    | Headlong into Carnage        | Webster      | Webster               | 3:01 |
| 6.    | The Murderer's Pact          | Webster      | Webster               | 5:05 |
| 7.    | Funeral Cremation            | Mazurkiewicz | O'Brien               | 3:41 |
| 8.    | Icepick Lobotomy             | Barrett      | Barrett               | 3:16 |
| 9.    | Vector of Cruelty            | Webster      | Webster               | 3:25 |
| 10.   | Bloodstained Cement          | Webster      | Webster               | 3:41 |
| 11.   | Asphyxiate to Resuscitate    | Mazurkiewicz | Barrett, Mazurkiewicz | 3:47 |
| 12.   | Hollowed Bodies              | Mazurkiewicz | O'Brien               | 3:05 |
| 43:52 |                              |              |                       |      |

## Közreműködők
Cannibal Corpse
- George „Corpsegrinder” Fisher – ének
- Pat O’Brien – gitár
- Rob Barrett – gitár
- Alex Webster – basszusgitár
- Paul Mazurkiewicz – dobok

Produkció
- Mark Lewis – producer, keverés, maszterelés, felvétel
- Vince Locke – albumborító
- Alex Morgan – fotográfia

## Eredmények
| Lista (2014)                              | Helyezés |
| ----------------------------------------- | -------- |
| Osztrák lemezlista (Ö3 Austria Top 40)    | 28       |
| Belga lemezlista (Ultratop)               | 128      |
| Finn albumlista (Suomen virallinen lista) | 26       |
| Francia albumlista (SNEP)                 | 127      |
| Német albumlista (Offzielle Top 100)      | 21       |
| Svéd albumlista (Schweizer Hitparade)     | 50       |